# BR-484
De BR-484 is een federale weg in de deelstaten Espírito Santo en Rio de Janeiro in het zuidoosten van Brazilië. De weg is een verbindingsweg die ... met de ... verbindt.
De weg heeft een lengte van 264,8 kilometer, waarvan het eerste deel 165 kilometer en het tweede deel 99,8 kilometer lang is.

## Aansluitende wegen
- ES-080
- ES-164/ES-484
- ES-260 bij Itaguaçu
- ES-164, ES-261 en ES-484
- ES-165 en ES-264 bij Afonso Cláudio
- BR-262
- ES-462
- ES-181

onderbreking tracé
- ES-185 (deel gezamenlijk tracé)
- BR-482, ES-185, ES-482 en ES-484 bij Guaçuí
- ES-181 bij São José do Calçado
- ES-297 bij Bom Jesus do Norte
- BR-393, RJ-186 en RJ-230 bij Bom Jesus do Itabapoana
- BR-356, BR-393 en RJ-186
- BR-356, RJ-198 en RJ-210 bij Itaperuna

## Plaatsen
Langs de route liggen de volgende plaatsen:
- Itaguaçu
- Afonso Cláudio

onderbreking tracé
- Guaçuí
- São José do Calçado
- Bom Jesus do Norte
- Bom Jesus do Itabapoana
- Itaperuna